# راه‌آهن جنوب منچوری
راه‌آهن جنوب منچوری (南滿洲鐵道) یک شرکت ملی در ژاپن بود که هدف اصلی آن راه‌اندازی و اجرای خطوط راه‌آهن کوریدور دالیان–شن‌یانگ–چانگچون در شمال چین به‌علاوهٔ تعدادی شاخهٔ فرعی بود. این شرکت همچنین تقریباً در همهٔ جنبه‌های زندگی سیاسی، فرهنگی و اقتصادی منچوری نفوذ داشت و ازین رو به آن لقب «کمپانی هند شرقی ژاپن» داده شد. این شرکت در ۱۹۴۵ در تهاجم نظامی شوروی به منچوری منحل شد و خطوط آن برای مدتی تحت کنترل شوروی بود تا اینکه در ۱۹۴۹ در راه‌آهن چین ادغام شد.